# 文学社会学
文学社会学（ぶんがくしゃかいがく、英: Sociology of literature）は文化社会学の一領域である。立場は様々であり、テクストそれ自体を取り扱う研究や、文学の歴史性、政治性の研究などがある。

## 始まり
文学社会学といえる試みが出現するのは19世紀初頭ごろである。アンヌ・ルイーズ・ジェルメーヌ・ド・スタールによるDe la littérature considérée dans ses rapports avec les institutions sociales(1800)は文学を宗教や法体系などの制度と結びつけて論じた書物であった。イポリット・テーヌの『イギリス文学史』(1864)も重要である。これは人種、環境、時代という概念を用いて文学を論じた。
20世紀の文学社会学を大きく方向付けたのはルカーチ・ジェルジュである。最初の一歩として『小説の理論』(1920)がある。彼はこの本の中で、主人公と世界との関係性に注目して近代小説というジャンルを特徴付けようとした。近代小説の主人公は常に何らかの問題を抱えた「問題的主人公」であり、自身の存在すら自明ではなくなった世界において、自己や価値を探求する。彼の思想は『小説社会学』の作者リュシアン・ゴルドマンやイタリアの文学研究者フランコ・モレッティ(英語版)などにも影響を与えた。

## フランクフルト学派
1924年、ドイツのフランクフルト大学で「社会研究所」が設立された。フランクフルト学派はこの研究所を中心にして、マルクス主義を進化させ、批判理論を発展させていった。この中で文学社会学に取り組んだのが、テオドール・アドルノやヴァルター・ベンヤミンらである。アドルノは『文学ノート』、ベンヤミンは『ドイツ悲哀劇の根源』を発表している。また、ユルゲン・ハーバーマスは、『公共性の構造転換』で公共圏と新聞や文学との関係を指摘している。

## 本の分配に関する社会学
ロベール・エスカルピ(英語版)は『文学の社会学』を発表した。エミール・デュルケームの手法を好み、「社会的事実」として文学を扱ったが、その中で特に注目したのが、文学の生産や消費、分配などであった。
また、リュシアン・フェーヴルは『書物の出現』(1958)を発表した。ここでは、ヨーロッパの書物産業や書籍商の歴史を語っている。

## ブルデュー
フランスの社会学者ピエール・ブルデューは文学社会学の代表的な人物である。『芸術の規則』(1992)では、彼の芸術、文学の分析が述べられている。ブルデューの基本的視座は、文学を理解するにあたり、作者の社会的属性や社会的背景などと結びつけるのではなく、文学固有の論理として対象化するというものであった。この本では特に19世紀のフランスの小説家ギュスターヴ・フローベールの『感情教育』等について論じながら、フローベールの独創性、重要性を主張した。ブルデューはフローベールの立ち位置について、当時のフランス文学の大衆向けのロマン主義小説とも違い、社会的現実を写し取る写実主義とも違う、いわば「二重の絶縁」によって生み出されたものとしている。『感情教育』はこの作家の立ち位置という構造に規定されているというのである。

## 日本の文学社会学
柄谷行人は近代文学を通じて、風景や文学などのカテゴリーが歴史的に作られたものだとする『日本近代文学の起源』(1980)を発表している。読者や出版業界に注目したものとしては、前田愛『近代読者の成立』(1973)が挙げられる。